# Frito-Lay

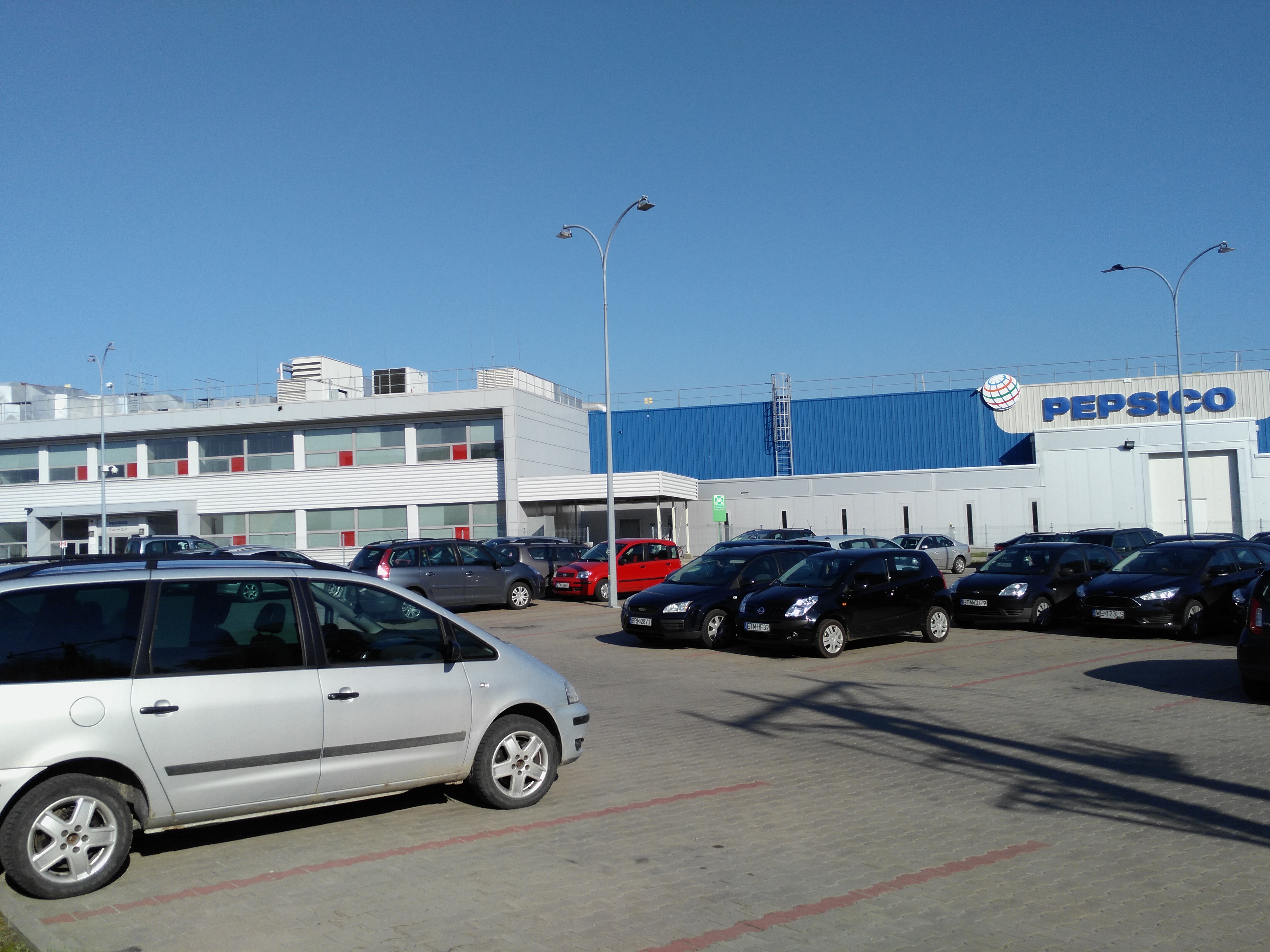
Cheetos crisp factory à Tomaszów Mazowiecki, Pologne

Frito-Lay est une entreprise agroalimentaire américaine spécialisée dans la production de produits de grignotage, appartenant à PepsiCo. Elle produit de nombreuses marques, comme Cheetos, Lay's, Doritos et Fritos. Il s'agit de la première entreprise mondiale de Chips.
Frito-Lay est une filiale à part entière de PepsiCo, au sein de la division PepsiCo Americas Food. Son siège est situé à Plano (Texas), dans la banlieue de Dallas. Elle fabrique et distribue ses produits de grignotage, comme les chips de maïs et de pommes de terre, en Amérique du Nord uniquement. Dans le reste du monde, les marques de Frito-Lay sont produites par PepsiCo directement,.
La forme actuelle de la société est le résultat d'une fusion intervenue en 1965 entre Frito-Lay Inc. et la société Pepsi-Cola, qui a abouti à la formation de PepsiCo Inc.

## Histoire

### La société Frito
À l'origine, Frito Lay a commencé au Mexique, après l'achat de Sabritas. Charles Elmer Doolin, gérant de la confiserie Highland Park à San Antonio, acheta en 1932 la recette des chips de maïs, un presse-purée et 19 points de vente d'un fabricant de croustilles de maïs pour la somme de 100 dollars qu'il emprunta à sa mère. Il créa une nouvelle affaire de chips de maïs, la société Frito Company, dans la cuisine de sa mère. Avec sa mère et son frère, il produisit des croustilles de maïs, qu'il appela fritos. La capacité de production était d'environ 5 kilogrammes par jour. Il les commercialisait dans des sacs de 5 cents. Les ventes quotidiennes atteignaient de 8 à 10 dollars et le bénéfice 2 dollars en moyenne.
En 1933, la production de fritos passa de 5 à 50 kilogrammes grâce à la mise au point d'une nouvelle « presse ». À la fin de l'année, des lignes de production étaient opérationnelles à Houston et à Dallas. Le siège de la société Frito fut alors transféré à Dallas pour capitaliser sur l'emplacement central de la ville et une meilleure disponibilité des matières premières. En 1937, l'entreprise ouvrit ses laboratoires de recherche et développement et introduisit de nouveaux produits à base d'arachides pour compléter les fritos et les chips fritatos qui avaient été lancées en 1935.
En 1941, c'est l'ouverture de la division Ouest à Los Angeles avec deux itinéraires de vente, qui deviendront le prototype du système de distribution de la société Frito. En 1945, La Frito Sales Company fut créée pour séparer les activités de commercialisation et de production et faire face à la demande induite par le baby-boom.
L'expansion de Frito au niveau national s'est poursuivie grâce à l'ouverture de six franchises en 1945. En 1950, les fritos étaient commercialisés dans les 48 États des États-Unis.
La société Frito est cotée en bourse à partir de 1954. À la mort de Doolin en 1959, elle produisait plus de quarante produits différents, avec des usines dans dix-huit villes et employait plus de 3000 personnes. En 1958, elle avait réalisé un chiffre d'affaires de plus de 50 millions de dollars. En 1962, les fritos étaient vendus dans 48 pays.

### H.W. Lay & Company
Les premières traces de chips de pommes de terre datent de 1822, dans un livre de recettes londonien, "The Cook's Oracle" et les premières ventes furent le fait, dans le Sud des États-Unis, d'un certain Herman Lay, qui les vendait dans les années 1920 dans sa voiture.
En 1932, H. Lay créa une entreprise de croustilles à Nashville (Tennessee), avant d'être embauché comme vendeur par la société Barrett Food Products Company, fabricant de chips d'Atlanta (Géorgie). Puis il reprit, en tant que distributeur, le magasin de Barrett à Nashville. En 1934, Lay engagea son premier vendeur et trois ans plus tard il comptait 25 employés et disposait d'une installation de fabrication plus importante où il produisit du pop corn et des biscuits fourrés de beurre d'arachide.
En 1938, un représentant de la Barrett Food Company contacta Lay et lui proposa la vente des usines d'Atlanta et de Memphis pour 60 000 dollars. Lay emprunta 30 000 dollars auprès d'une banque et persuada la Société Barrett de prendre la différence en actions privilégiées. En 1939, Lay transféra son siège à Atlanta et créa la société HW Lay & Company. Il racheta ensuite l'usine Barrett de  Jacksonville (Floride), et d'autres usines à Jackson (Mississippi), Louisville (Kentucky) et Greensboro (Caroline du Nord). Lay conserva jusqu'en 1944 la marque Gardner reprise de Barrett Foods, avant de lancer sa propre marque, Lay's Potato Chips.
Lay s'agrandit encore dans les années 1950 avec l'achat des sociétés Richmond Potato Chip Company et Capitol Frito Corporation. En 1956, avec plus de 1000 employés, des usines dans huit villes et des succursales ou des entrepôts dans treize autres, HW Lay & Company était le plus grand fabricant de chips et grignotines des États-Unis.

### Frito-Lay, Inc. and PepsiCo, Inc.
En 1945, la société Frito concéda à H.W. Lay & Company une franchise exclusive pour la fabrication et la distribution des fritos dans le Sud-Est des États-Unis. Les deux sociétés ont depuis lors œuvré pour aller vers une distribution nationale et ont développé une étroite coopération, avant de fusionner pour former Frito-Lay Inc, en septembre 1961.
En février 1965, le conseil d'administration de Frito-Lay Inc et Pepsi-Cola annoncent un projet de fusion des deux sociétés. Le 8 juin 1965, la fusion de Frito-Lay et Pepsi-Cola Company est approuvée par les actionnaires des deux sociétés, et une nouvelle société appelée PepsiCo Inc est créée. Au moment de la fusion, Frito-Lay possédait aux États-Unis 46 usines de fabrication et plus de 150 centres de distribution.
Aujourd'hui, PepsiCo est organisée en quatre divisions : Frito-Lay North America, PepsiCo Beverages North America, PepsiCo International et Quaker Foods North America. Bien que les produits vendus aux États-Unis sous la marque Frito-Lay soient également vendus à l'étranger, les ventes internationales sont comptabilisées par la division PepsiCo International.

## Filiales à l'étranger
- The Smith's Snackfood Company (Australie)
- Tenny (Indonésie)
- Walkers (Royaume-Uni)
- Elma Chips (Brésil)
- Sabritas (Mexique)
- Jetz (Indonésie)
- Matutano (Espagne, Portugal)
- Chiki (Indonésie)